# Theridion michelbacheri
Theridion michelbacheri är en spindelart som beskrevs av Claude Lévi 1957. Theridion michelbacheri ingår i släktet Theridion och familjen klotspindlar. Inga underarter finns listade i Catalogue of Life.